# آيكو موريشيتا
آيكو موريشيتا (باليابانية: 森下愛子؛ بالكانا: もりした あいこ) هي ممثلة يابانية، ولدت في 8 أبريل 1958 في موساشينو في اليابان. من الجوائز التي نالتها جائزة إيلان دور للوافد الجديد للسنة ‏ سنة 1979.

## جوائز
- جائزة إيلان دور للوافد الجديد للسنة [الإنجليزية]‏ (1979)

## وصلات خارجية
- الموقع الرسمي
- آيكو موريشيتا على موقع IMDb (الإنجليزية)